# Timothy Guy Phelps

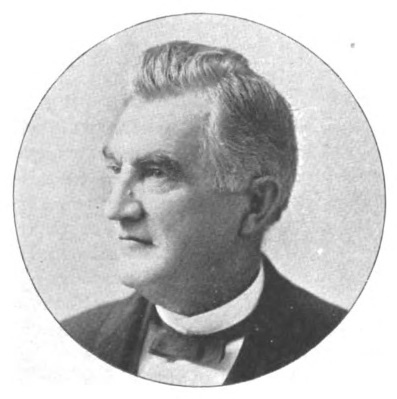
Timothy Guy Phelps

Timothy Guy Phelps (* 20. Dezember 1824 in Oxford, Chenango County, New York; † 11. Juni 1899 bei San Carlos, Kalifornien) war ein US-amerikanischer Unternehmer und Politiker. Zwischen 1861 und 1863 vertrat er den Bundesstaat Kalifornien im US-Repräsentantenhaus.

## Werdegang
Timothy Phelps besuchte die öffentlichen Schulen seiner Heimat. Anschließend zog er nach New York City, wo er im Handel arbeitete. Später kehrte er in das Chenango County zurück, wo er ein Jurastudium begann, aber nicht beendete. Während des Goldrauschs zog Phelps im Jahr 1849 nach San Francisco und in das Tuolumne County, wo er sich als Goldgräber betätigte. Danach kehrte er nach San Francisco zurück, um dort im Handel zu arbeiten. Ab 1853 war er auch im Immobiliengeschäft tätig. Politisch wurde er Mitglied der 1854 gegründeten Republikanischen Partei. Im Jahr 1854 kandidierte er erfolglos für die California State Assembly. Zwischen 1855 und 1857 war er aber doch Abgeordneter in diesem Gremium. Von 1858 bis 1861 gehörte Phelps dem Staatssenat an. Im Jahr 1861 bewarb er sich erfolglos um das Amt des Gouverneurs von Kalifornien.
Bei den staatsweit ausgetragenen Kongresswahlen des Jahres 1860 wurde Phelps für den ersten Sitz von Kalifornien in das US-Repräsentantenhaus in Washington, D.C. gewählt, wo er am 4. März 1861 die Nachfolge von John C. Burch antrat. Da er im Jahr 1862 auf eine weitere Kandidatur verzichtete, konnte er bis zum 3. März 1863 nur eine Legislaturperiode im Kongress absolvieren. Diese war von den Ereignissen des Bürgerkrieges geprägt. Phelps war ein Freund von Präsident Abraham Lincoln und während des Bürgerkrieges einer von dessen Beratern für die Westküste.
Nach dem Ende seiner Zeit im US-Repräsentantenhaus arbeitete Phelps bis 1870 wieder in der Immobilienbranche. Damals wirkte er bei der Gründung der Southern Pacific Railroad mit und war bis 1868 deren erster Präsident. Zwischen 1870 und 1872 sowie nochmals von 1890 bis 1893 fungierte er als Leiter der Zollbehörde im Hafen von San Francisco. Zwischenzeitlich arbeitete er in der Landwirtschaft. 1875 kandidierte er noch einmal erfolglos für das Amt des Gouverneurs seines Staates. Ab 1880 war Timothy Phelps im Vorstand der University of California in Berkeley. 19 Jahre lang war er auch Vorstandsvorsitzender des Lick Observatory. Er starb am 11. Juni 1899 nahe San Carlos nach einem Unfall mit einem von zwei Jungen gesteuerten Tandemfahrrad.